# Ivonete Dantas
Ivonete Dantas Silva (Caicó, 16 de agosto de 1959) é uma empresária e política norte-riograndense filiada ao Movimento Democrático Brasileiro (MDB).

## Biografia
Filha de Tamires Silva e Maria Dantas Silva, casou-se aos 17 anos, na qual é mãe de Ivanildo Filho, ex-prefeito de Timbaúba dos Batistas. Elegeu-se deputada estadual pelo extinto Partido Liberal (PL) em 1994. Foi nomeada secretária municipal de assistência social da cidade Caicó desvinculando-se em 2004 quando  concorreu a vice-prefeita de Caicó, então pelo PDT.
Nas eleições de 2006 elegeu-se como segunda suplente de senador de Rosalba Ciarlini. Em 8 de dezembro de 2011 foi convocada para assumir a vaga do senador Garibaldi Alves, devido a licença médica deste. Desde o falecimento do senador Dinarte Mariz, a cidade de Caicó volta a ter um representante no Senado Federal.
Nas eleições de 2016 conquistou uma vaga de vereadora em Caicó.